# Iugoslávia e a Comunidade Econômica Europeia
Desde o estabelecimento da Comunidade Econômica Europeia (CEE) (posteriormente expandida para a União Europeia) em 1957 até a dissolução da Iugoslávia no início da década de 1990, ou seja, durante o período da Guerra Fria, a República Socialista Federativa da Iugoslávia foi o primeiro estado socialista a desenvolver relações com a organização. Apesar de propostas ocasionais e informais vindas de ambos os lados, a Iugoslávia nunca se tornou um estado-membro pleno da CEE.
A CEE, e mais tarde a UE, citariam a desintegração da Iugoslávia como uma razão para a culpa existencial por não ter evitado a crise humanitária no território adjacente, e isto serviu de trampolim para a criação da Política Externa e de Segurança Comum.
As interações mútuas entre os dois lados se intensificaram no final da década de 1980 e no início da década de 1990, mas todo o progresso foi interrompido em 25 de novembro de 1991 devido às guerras na Eslovênia e na Croácia. Antes do corte, a Iugoslávia era o segundo maior parceiro comercial da CEE na área do Mediterrâneo, logo a seguir à Argélia, com 90% das importações industriais da Iugoslávia para a CEE não sujeitas a qualquer direito.

## História

### 1948–1967
Após a ruptura Tito-Stalin em 1948, a Iugoslávia realinhou sua política externa, da estreita aliança com a União Soviética para uma orientação ocidental de fato, e depois para a neutralidade, para finalmente um curso não alinhado. O Pacto Balcânico de 1953, assinado pela Grécia, Turquia e Iugoslávia, permitiu à Iugoslávia associar-se indiretamente à OTAN até 1956 e ao fim do período Informbiro. Em 1950, a Rádio Televisão Iugoslava se tornou um dos membros fundadores da União Europeia de Radiodifusão e cancelou sua filiação à IBO no mesmo ano. Em 1962, a República Popular Federal da Jugoslávia foi a primeira nação da Europa de Leste para a qual o Conselho da Comunidade Económica Europeia aceitou a possibilidade de iniciar conversações técnicas sobre cooperação. O Ministério das Relações Exteriores da Iugoslávia realizou uma reunião temática sobre as relações da Iugoslávia com os estados da Europa Ocidental em 26 de fevereiro de 1964, concluindo que essas relações estão melhorando continuamente. Durante a reunião, foi dada especial atenção às relações iugoslavas com a Alemanha Ocidental, onde o Ministério elogiou os resultados no comércio mútuo, nas visitas turísticas e na cooperação científica. Por outro lado, o Ministério criticou a tolerância alemã às actividades perturbadoras da emigração anti-Jugoslava do pós-Segunda Guerra Mundial, às campanhas contra Koča Popović e ao adiamento do processo judicial contra os organizadores e perpetradores do ataque terrorista à representação iugoslava em Bad Godesberg, em 29 de Novembro de 1962. O Ministério também criticou a falta de vontade de cumprir as obrigações e indemnizações às vítimas jugoslavas da Segunda Guerra Mundial.

### 1968–1987
Devido às relações econômicas desenvolvidas e à grande comunidade de expatriados, as relações com a Alemanha Ocidental desempenharam um papel particularmente importante no conjunto de relações bilaterais da Iugoslávia com os estados-membros da CEE. As relações bilaterais formais entre a Iugoslávia e a Alemanha Ocidental foram canceladas de acordo com a Doutrina Hallstein após o reconhecimento da Alemanha Oriental pela Iugoslávia em 1957, limitando as relações quase exclusivamente ao campo económico. Em 1965, começaram as negociações de peritos com a CEE, bem como as conversações sobre a extensão da futura cooperação económica e o potencial intercâmbio comercial. As relações foram restabelecidas após a eleição de Willy Brandt e sua visita à Iugoslávia em 1968, dentro de seus esforços de Ostpolitik. Tito e Brandt discutiram as reparações de guerra que levaram à criação da chamada Fórmula Brioni, centrada na ajuda ao desenvolvimento e em empréstimos em condições altamente generosas, em vez de reparações formais. Esta fórmula permitiu à Iugoslávia receber até mil milhões de marcos alemães e foi posteriormente utilizada com a Polónia. Belgrado expressou a sua insatisfação com o tratamento desigual de numerosos trabalhadores jugoslavos na Alemanha, em comparação com os trabalhadores italianos, espanhóis e turcos, e com as actividades dos grupos de emigração nacionalistas. Houve também insatisfação com alguns dos aspectos cerimoniais da Ostpolitik, em que a República Socialista da Roménia normalizou as suas relações com a Alemanha Ocidental antes da Iugoslávia e em que a famosa queda do Kniefall von Warschau em Varsóvia, em 1970, não foi seguida de um gesto semelhante às vítimas do massacre de Kragujevac durante a sua segunda visita à Iugoslávia em 1973. Apesar de algumas tensões inerentes, o foco das relações bilaterais renovadas foi nas relações internacionais, incluindo as crises no Médio Oriente e no Vietnã, a Conferência sobre Segurança e Cooperação na Europa e a Détente na Europa e as atividades do Movimento dos Países Não Alinhados.
Já em 1967 foi assinada a Declaração formal sobre as relações entre a RSF Iugoslávia e a CEE. Em 1969, após a invasão da Tchecoslováquia pelo Pacto de Varsóvia em 1968, foi aberta a Missão Permanente da RSFI na CEE. Em 1977, a CEE concedeu acesso ao Banco Europeu de Investimento à Iugoslávia. Durante o período de 1977-1978, Belgrado foi a cidade anfitriã da primeira reunião de acompanhamento da Conferência sobre Segurança e Cooperação na Europa. Em 1980, o Banco Europeu de Investimento concedeu dois empréstimos no valor total de 50 milhões de ecus para ligar a rede de distribuição de eletricidade de alta tensão da Iugoslávia às redes grega e italiana e para a construção de parte da estrada trans-Iugoslava.
Em 1978, a Comunidade Europeia e a Iugoslávia iniciaram negociações sobre um Acordo de Cooperação, que foi assinado em Abril de 1980 e entrou em vigor em Abril de 1983. O Acordo de Cooperação continha disposições relativas ao comércio, à ajuda financeira e à cooperação nas áreas da indústria, da ciência e tecnologia, da energia, da agricultura, dos transportes, do ambiente e do turismo. Este acordo foi o terceiro entre as duas partes e foi possível graças à vontade da Comunidade de aumentar os seus limites pautais, que no acordo anterior eram muito mais baixos para os produtos agrícolas. Apesar de algumas reservas de alguns dos seus Estados-membros, a Comunidade estava disposta a oferecer condições comerciais mais vantajosas à Jugoslávia devido ao crescente desequilíbrio comercial, e aumentou as exportações da Iugoslávia para o mercado do Comecon, que se tornou o seu maior mercado de exportação em 1974 e o seu maior parceiro comercial global em 1978, facto que causou preocupação tanto em Bruxelas como em Belgrado. O novo acordo incluiu disposições sobre uma cooperação mais ampla nos domínios da indústria, agricultura, ciência e tecnologia, energia, turismo e transportes. Foi dada especial atenção à regulamentação do estatuto dos trabalhadores temporários jugoslavos, enquanto a Jugoslávia era reconhecida como um país em desenvolvimento, o que significava que as obrigações comerciais já não eram iguais para ambos os lados, mas representavam um fardo formal mais elevado para a comunidade.

### 1988–1992

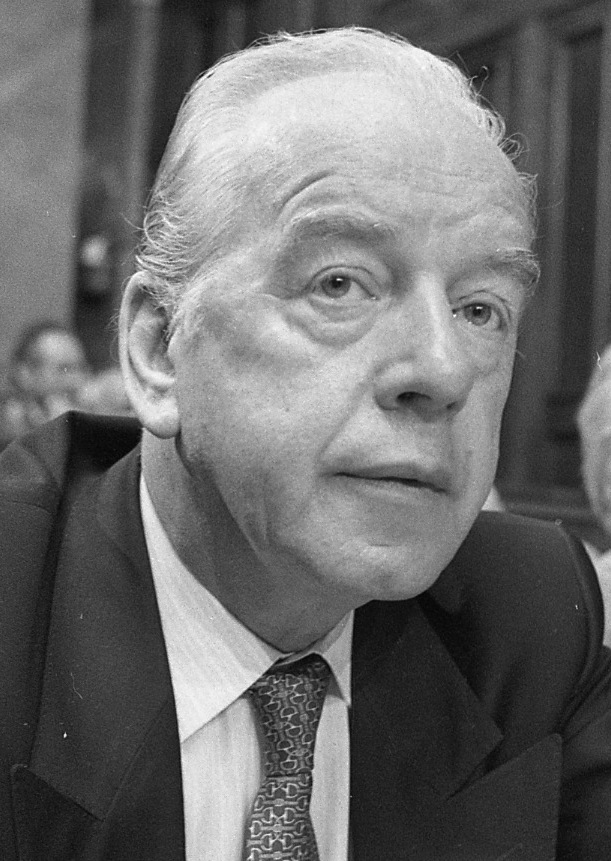
Budimir Loncar

Em 8 de junho de 1988, o Secretário de Estado dos Negócios Estrangeiros Budimir Lončar disse aos membros da Presidência colectiva da iugoslávia que estavam a decorrer processos de integração significativos na Europa e que O Mercado Único estava a ser criado, o que requer uma adaptação por parte da Iugoslávia. No final de 1989, a Jugoslávia iniciou a assinatura do acordo de associação, uma vez que nessa altura cerca de 70% do comércio externo da Jugoslávia era feito com os países da CEE. O político francês Claude Cheysson, que era membro da Comissão Delors responsável pela política mediterrânica e pelas relações norte-sul, foi o mais forte defensor da integração jugoslava, com o italiano Gianni De Michelis e o alemão Hans Dietrich Genscher não se opondo à ideia. Genscher era de opinião que a Jugoslávia poderia reforçar adicionalmente a credibilidade da CEE entre os países não membros da NATO, mas as negociações oficiais não começaram nessa altura.
Em Maio de 1991, o Presidente da CEE, Jacques Delors, e o Primeiro-Ministro luxemburguês, Jacques Santer, propuseram-se a assinar um acordo de associação e um acordo de 5,5 mil milhões de dólares de apoio às reformas estruturais, mas nessa altura as Guerras Iugoslavas já estavam na sua fase inicial. As duas maiores repúblicas constituintes, a Croácia e a Sérvia, lideradas pelos radicais Franjo Tuđman e Slobodan Milošević, respectivamente, recusaram a proposta. Em junho de 1991, uma missão da CEE formada pelos ministros dos Negócios Estrangeiros do Luxemburgo, da Itália e dos Países Baixos visitou Belgrado, onde conversaram com o primeiro-ministro iugoslavo Ante Marković, bem como Zagreb, onde conversaram com os presidentes Milan Kučan da Eslovénia e Franjo Tuđman da Croácia. Os membros da missão declararam que quase mil milhões de dólares em ajuda económica seriam suspensos se a ofensiva militar jugoslava continuasse, bem como que a CEE é favorável à preservação da Jugoslávia como uma entidade única. A preocupação da comunidade era a posição geográfica da Iugoslávia que, tal como a Suíça, dividia as partes norte e sul da Comunidade em duas. Os membros da CEE estavam divididos quanto à importância que deveriam dar aos princípios potencialmente contraditórios da autodeterminação e da integridade territorial. O chanceler alemão Helmut Kohl enfatizou fortemente o direito à autodeterminação, o presidente francês François Mitterrand argumentou contra o corte imediato da ajuda à Jugoslávia, enquanto a Espanha, a Itália e o Reino Unido insistiram na integridade territorial da Jugoslávia. Em 25 de Novembro de 1991, devido à escalada das hostilidades e às violações dos direitos humanos, todos os acordos de cooperação entre a CEE e a RFS da Iugoslávia foram cancelados. O fracasso amplamente percebido da CEE na antiga Iugoslávia, que minou a credibilidade da comunidade e a forçou a pedir apoio às Nações Unidas, aos Estados Unidos e à Rússia, influenciou o desenvolvimento futuro da Política Externa e de Segurança Comum. A entrada em vigor do Tratado de Maastricht, em Novembro de 1993, que instituiu a UE e introduziu a Política Externa e de Segurança Comum, foi profundamente marcada simbolicamente pelo fracasso em alcançar uma posição comum na Iugoslávia.

### Reconhecimento das antigas repúblicas iugoslavas recentemente independentes
Após esforços iniciais para garantir a preservação da federação jugoslava, a Comunidade adoptou dois documentos de consequente mudança de política, conhecidos como as "Diretrizes para o reconhecimento de novos estados na Europa de Leste e na União Soviética", de 16 de Dezembro de 1991, e a "Posição Comum para o reconhecimento das Repúblicas Iugoslavas", de 17 de Dezembro de 1991. Enquanto a primeira declaração sublinhou a importância do compromisso com a democracia e as normas do direito internacional em geral, a segunda solicitou às repúblicas jugoslavas que desejassem obter o reconhecimento da sua independência que aceitassem as disposições do direito internacional que protegem os direitos humanos, bem como os direitos das minorias nacionais. A exigência de garantias para os direitos das minorias foi o resultado da preocupação de que a independência das repúblicas iugoslavas pudesse representar uma ameaça às minorias étnicas na região, particularmente no caso dos sérvios da Croácia e dos sérvios da Bósnia e Herzegovina, e acredita que garantias credíveis podem evitar incentivos para novos confrontos violentos. A Comunidade Europeia decidiu, portanto, utilizar a questão do reconhecimento condicional da independência como uma ferramenta para acalmar a situação, sendo a oferta de reconhecimento condicional limitada exclusivamente às unidades federais iugoslavas estabelecidas (repúblicas) nas suas fronteiras administrativas e explicitamente desencorajada no caso de novas regiões secessionistas (República Sérvia de Krajina, República Sérvia, República de Kosova ou República Croata da Herzeg-Bósnia).

## Desenvolvimentos pós-Iugoslávia
As antigas repúblicas constituintes iugoslavas da Eslovênia (2004) e da Croácia (2013) aderiram à União Europeia como estados independentes, a  Macedônia do Norte, a Sérvia e Montenegro têm negociado a sua adesão desde 2020, 2012 e 2010, respetivamente. A Bósnia e Herzegovina apresentou a sua candidatura em 2016 e obteve o estatuto de candidata em 2022. O Kosovo parcialmente reconhecido é reconhecido como um potencial candidato à adesão e apresentou formalmente um pedido para aderir à UE em 2022. Numerosos políticos, acadêmicos e pessoas públicas comentaram sobre a suposta oportunidade perdida de adesão da Iugoslávia à CEE, incluindo Stjepan Mesić, Kiro Gligorov, Milorad Dodik, Tvrtko Jakovina, Claudio Gerardini, Vuk Drašković, Vladislav Jovanović, e Cornelius Adebahr.